# Very Online Guy
«Very Online Guy» es una canción interpretada por la banda canadiense de indie pop Alvvays. La canción fue publicado el 22 de septiembre de 2022 como un doble sencillo junto con «Belinda Says» para promocionar su tercer álbum de estudio, Blue Rev.

## Composición y letra
«Very Online Guy» es una balada, que ha sido descrita como una canción de música experimental, synth-pop, y new wave, con elementos de rock psicodélico y pop francés.
Coescrita por la vocalista y guitarrista Molly Rankin y el guitarrista Alec O'Hanley, la letra de la canción trata sobre las personas que viven en Internet y se esfuerzan por asegurarse de que hasta la última foto o publicación sea perfecta.

## Recepción de la crítica
La canción ha sido descrita como uno de los momentos destacables del álbum. Jay Cohen de When the Horn Blows encontró la canción “divertida, llena de creatividad lúdica y lirismo cómico”. Tim Sendra de AllMusic dijo que la canción “se toma todo tipo de libertades con las voces y las teclas para lograr un efecto sorprendente”. Tyler Golsen, escribiendo para la revista Far Out, le otorgó una calificación de 3 estrellas y media, añadiendo: “Cimentada en puñaladas de teclados de la heroína anónima de la banda Kerri MacLellan, «Very Online Guy» logra ser increíblemente mordaz e innegablemente pegadizo”.

## Video musical
Un videoclip, codirigido por Colby Richardson, junto con Alec O'Hanley y Molly Rankin, fue publicado el mismo día en el canal de YouTube de la banda.